# Jugoslavija na Zimskih olimpijskih igrah 1928
Kraljevino Srbov, Hrvatov in Slovencev je na Zimskih olimpijskih igrah 1928 v Sankt Moritzu zastopalo šest športnikov, ki so nastopali samo v enem športu, teku na smučeh. Vseh šest športnikov je prihajalo iz Slovenije.

## Smučarski teki
Moški
| Disciplina | Tekač          | Tekma   | Tekma     |
| Disciplina | Tekač          | Čas     | Uvrstitev |
| ---------- | -------------- | ------- | --------- |
| 18 km      | Boris Režek    | 2'28:44 | 42        |
| 18 km      | Janko Janša    | 2'19:54 | 40        |
| 18 km      | Peter Klofutar | 2'14:08 | 39        |
| 18 km      | Joško Janša    | 2'01:14 | 26        |
| 50 km      | Stane Bervar   | 6'46:48 | 30        |
| 50 km      | Janko Janša    | 6'34:59 | 29        |
| 50 km      | Stane Kmet     | 6'32:07 | 28        |
| 50 km      | Joško Janša    | 5'58:09 | 23        |